# Trilogia Moldovei
Trilogia Moldovei este o trilogie istorică scrisă de Barbu Ștefănescu Delavrancea. Este formată din trei piese de teatru: Apus de soare (1909), Viforul (1910) și Luceafărul (1910).
Trilogia Moldovei ar fi un răspuns al scriitorului Delavrancea la sângeroasele represalii ale răscoalei țărănești din 1907. Conform scriitoarei Marya Delavrancea, trilogia a fost proiectată în 1908 în cursul unei călătorii a autorului în Grecia, Italia și Egipt; autorul a avut de gând să realizeze două trilogii, una închinată Moldovei (avându-i ca eroi pe Ștefan cel Mare, Ștefăniță Vodă și Petru Rareș) și una închinată Munteniei  (avându-i ca eroi pe Mircea cel Bătrân, Mihai Viteazul și Vlad Țepeș).
Scriitorul se inspiră din cronici, studiind doi ani Letopisețul Țării Moldovei de Grigore Ureche și O samă de cuvinte de Ion Neculce, dar și documente publicate de Bogdan Petriceicu Hasdeu în Arhiva istorică a României, 1864, 1865. Din aceste surse a luat informații referitoare la expediția lui Ștefan cel Mare în Pocuția sau despre operația realizată de medicii Johan Klingensporn de la Nuremberg, Ieronimo da Cesena de la Veneția și doftorul Șmil trimis de hanul tătarilor (care apar cu numele lor reale). Delavrancea se inspiră din aceste surse și în privința complotului boierilor și înscăunarea lui Bogdan; numele boierilor apar în trilogie sub numele lor istorice: Șandru, Costea, Trotușanu, Tăut, Șearpe, Cărăbăț, Toader, Arbore, Sima, Grozea, Hîrea).
În Viforul, sensul și funcția istorică a personajelor sunt răsturnate; Ștefăniță, domn autoritar, a înfruntat complotul lui Luca Arbore. Spre deosebire de textul piesei, Luca Arbore a avut doi fii (și nu trei), Nichita și Toader - executați după decapitarea tatălui lor. Pârjolirea Țării Românești a avut loc după căsătoria cu doamna Toma iar otrăvirea lui Ștefăniță (dar și rolul doamnei în acest episod)  a fost doar prezumată în cronici. Potrivit Emiliei Milicescu, răstălmăcirea adevărului istoric ar constitui și „o posibilă denunțare a cârdășiei politicianiste din jurul lui Carol I”.
În Luceafărul, Petru Rareș, departe de a fi un meditativ, a fost un războinic care a adus cea mai mare extindere teritorială a Principatului Moldovei. 
Modelele dramaturgice ale trilogiei sunt William Shakespeare, Victor Hugo, George Gordon Byron și Friedrich von Schiller.
Zoe Dumitrescu Bușulenga a remarcat influențele shakespeariene asupra Trilogiei Moldovei, afirmând că, la fel ca în Iulius Cezar, conspirația apare în Apus de soare încă de la începutul piesei, conspiratorii discutând despre slăbiciunea împăratului, respectiv a domnitorului. În privința semnelor prevestitoare, acestea apar în întreaga dramaturgie istorică (și nu numai), dar aici nu se poate vorbi despre influența anume a unui text, ci de o tradiție în ceea ce privește construirea textului dramatic.
Trilogia cuprinde mai mult de 35 de ani din istoria Moldovei: analiza faptelor istorice ale lui Ștefan cel Mare persistă în Viforul (prin contrast) și în Luceafărul (prin elogiu), Ștefăniță și Petru Rareș acționând la umbra marelui domnitor Ștefan. Din aceste motive, Constantin Cubleșan consideră că cele trei piese pot fi considerate ca „acte ale unei singure drame, a națiunii.” De aceeași părere este și Aurel Martin: „cele trei piese n-au fost gândite decât ca părți ale unui singur întreg.”
Apus de soare tratează perioada 1503 - 1504 din istoria Moldovei, Viforul trei ani: 1524 - 1527, iar Luceafărul prima domnie de unsprezece ani (1527 - 1538) a lui Petru Rareș.  În primele două drame acțiunea se concentrează asupra crizei puterii politice (al cererii socotelii), în timp ce în ultima parte, acțiunea este epică, cronicărească, împărțită în mai multe episoade.